# Пальміра (селище, Нью-Йорк)
Пальміра (англ. Palmyra) — селище (англ. village) в США, в окрузі Вейн штату Нью-Йорк. Населення — 3305 осіб (2020).

## Географія
Пальміра розташована за координатами 43°3′39″ пн. ш. 77°13′47″ зх. д. / 43.06083° пн. ш. 77.22972° зх. д. (43.060864, -77.229719).  За даними Бюро перепису населення США в 2010 році селище мало площу 3,49 км², уся площа — суходіл.

## Демографія
Згідно з переписом 2010 року, у селищі мешкало 3536 осіб у 1508 домогосподарствах у складі 882 родин. Густота населення становила 1014 осіб/км².  Було 1637 помешкань (469/км²).
Расовий склад населення:
| - 96,6 % — білих - 0,9 % — чорних або афроамериканців - 0,4 % — корінних американців - 0,4 % — азіатів - 0,1 % — вихідців з тихоокеанських островів |

До двох чи більше рас належало 1,2 %. Частка іспаномовних становила 1,1 % від усіх жителів.
За віковим діапазоном населення розподілялося таким чином: 24,3 % — особи молодші 18 років, 62,5 % — особи у віці 18—64 років, 13,2 % — особи у віці 65 років та старші. Медіана віку мешканця становила 39,4 року. На 100 осіб жіночої статі у селищі припадало 95,9 чоловіків;  на 100 жінок у віці від 18 років та старших — 91,9 чоловіків також старших 18 років.
Середній дохід на одне домашнє господарство  становив 51 019 доларів США (медіана — 38 577), а середній дохід на одну сім'ю — 61 947 доларів (медіана — 56 750). Медіана доходів становила 41 533 долари для чоловіків та 37 931 долар для жінок. За межею бідності перебувало 22,1 % осіб, у тому числі 33,7 % дітей у віці до 18 років та 14,6 % осіб у віці 65 років та старших.
Цивільне працевлаштоване населення становило 1643 особи. Основні галузі зайнятості: виробництво — 19,8 %, освіта, охорона здоров'я та соціальна допомога — 19,4 %, роздрібна торгівля — 13,6 %, науковці, спеціалісти, менеджери — 10,3 %.